# Yaginumaella intermedia
Yaginumaella intermedia là một loài nhện trong họ Salticidae. Loài này được phát hiện ở Bhutan.